# Флот Курляндии

Флаг Курляндского военно-морского флота.

Флот Курляндии — морские силы герцогства Курляндского и Семигальского.

## Предыстория
Флот герцогства Курляндского и Семигальского берёт своё начало в 1638 году, когда курляндский герцог Фридрих Кетлер создает верфи в Виндаве (ныне Вентспилс) и в Гольдингене (ныне Кулдига). В Вентспилсе находилась более крупная верфь, и там строили более крупные корабли для герцогства, нежели в Кулдиге, где строили небольшие купеческие суда. Но на этих верфях корабли строились долго и в малом количестве — примерно один крупный и два малых корабля в год, так как в Курляндии тогда было очень мало специалистов по кораблестроению. Флот Курляндии к 1640 году насчитывал единицы военных и торговых кораблей весьма малых размеров и с плохим вооружением.

## Расцвет
Толчок во всем кораблестроении и мореходстве Курляндии произошел во время правления герцога Якоба Кеттлера. При нём Вентспилсская верфь была улучшена и увеличена в несколько раз, модифицирована также и Кулдигская верфь, наняты на службу специалисты и корабельные мастера из Нидерландов. Обе верфи управлялись исключительно голландцами, а подмастерьями и подсобниками являлись немцы и латыши. Работа закипела во всех мастерских Вентспилса и Кулдиги. Теперь на каждой верфи одновременно могли строиться около 5 крупных судов. Для будущего флота герцог Якоб приказал построить множество пирсов, причалов и складских помещений, углубить дно и расширить гавани Вентспилса — будущего главного порта Курляндии и одного из главнейших портов Балтики. Уже через год после того, как были проведены эти реформы и изменения, молодой курляндский флот пополнился несколькими военными и торговыми судами. Пушки для этих судов доставлялись из многочисленных мануфактур герцога, так же как канаты и парусина. В 1677 году была основана третья государственная верфь в Либаве (ныне Лиепая), так как там обосновалось много торговцев и судовладельцев (чем и воспользовались герцог Якоб и кронпринц Фридрих-Казимир). А через некоторое время в Лиепае появилось несколько судовладельческих компаний.
К концу 1650-х годов у герцогства Курляндского имелось уже более сорока военных кораблей с вооружением 15-72 орудий и около 80 торговых судов крупных размеров, в основном флейтов, которые были взяты за основу курляндского торгового судостроения. Военным флотом руководил голландский адмирал Имке, а торговым флотом — Генрих Момбер. Военный флот Курляндии применялся в сопровождении торговых судов, охране колоний (Курляндия контролировала остров Тобаго и устье реки Гамбии) и в небольших сражениях с корсарами. Весь флот управлялся из Виндавского (Вентспилсского) адмиралтейства — самого старого в Прибалтике. За все время своего правления герцог Якоб построил 65 военных кораблей и 130 торговых, что было невероятно много для того времени, тем более для такого маленького государства.

## Упадок
К концу Северной войны в 1658 году шведская армия во главе с генералом Делагарди вышла из Риги и, несмотря на нейтралитет Курляндии, вторглась в её пределы. Шведы захватили столицу Митаву (ныне Елгава) и взяли в плен герцога и всю его семью и увезли в Ригу, а потом в Ивангород. Пострадало практически всё герцогство — мануфактуры были разорены, Кулдига и Елгава разграблены, многие мастера убиты или пленены. Курфюрст Бранденбурга и Пруссии Фридрих Вильгельм I уговаривал герцога Якоба ещё в начале войны принять чью-то сторону и увеличить армию, но герцог упрямо отказывался, однако потом понял, что сильно ошибся. Шведы атаковали Виндаву с суши, пользуясь слабостью курляндских сухопутных сил, так как опасались мощного военного флота герцога, стоящего на рейде, сожгли верфи и захватили многие корабли и увели их в Швецию.
После оккупации Курляндии шведами недовольные герцогские и помещичьи крестьяне стали организовываться в вооружённые партизанские группы и вести борьбу против захватчиков. Уже в следующем, 1659 году крестьяне-партизаны при поддержке литовской армии изгнали шведов из Курляндии и потребовали возвращения Якоба Кетлера и его семьи обратно на родину. Герцог, вернувшись из плена, стал пытаться всеми силами вернуть былое могущество. Он построил крупную верфь в Либаве, отстроил верфи в Виндаве и Голдингене и стал воссоздавать флот. Конечно, былого величия Курляндия себе не вернула, но зато восстановила торговые связи и вернула силой часть колоний. Окончательный закат курляндского флота произошел во время правления Фридриха-Казимира. Расточительный герцог не смог финансировать строительство кораблей и закрыл все верфи. Крупные корабли он распродал, а также продал обратно остров Тобаго Англии.

## Список крупнейших курляндских кораблей
- «Constantia» («Постоянство»): 2-дечный фрегат, 44 пушки. В 1655, 1656 ходил на Тобаго.
- «Jacobus Major» («Великий Яков»): 2-дечный фрегат, 40 пушек. В 1672 перевозил курляндские полки в Голландию.
- «Jostitia» («Справедливость»): 2-дечный фрегат, 40 пушек.
- «Der Cavalier» («Кавалер»): 2-дечный Фрегат, 40 пушек. В 1658 ходил на Тобаго только с 6 пушками. В 1659 ходил в Голландию.
- «Die Pax» («Мир»): 2-дечный фрегат, 46 пушек. В 1656 сопровождал транспорт с колонистами на Тобаго, в октябре 1658 находился в Копенгагене (200 ластов, 36 пушек), там до ма 1659 использовался как бранденбургский военный корабль.
- «Der junger Prinz von Churlandt» («Молодой Курляндский принц»): 2-дечный фрегат, 40 пушек. В 1658/59 находился в португальских водах (120 ластов, 16 пушек). В 1659 с 40 пушками находился в Гамбурге.
- «Die Prinzessin von Churlandt» («Принцесса Курляндская»): 2-дечный фрегат, 40 пушек. В 1658 вышел из Гамбурга на запад, 160 ластов, 20 пушек.
- «Der Schwann» («Лебедь»): 2-дечный фрегат, 40 пушек. В 1664 (2 раза), 1666 ходил из Вентспилса в Энгури и Каугури. В марте 1680 возвратился из Амстердама в Лиепаю с зеркалами на 220 флоринов, в июне 1680 ушёл с 1 ротой солдат на Тобаго.
- «Die Scientia» («Знание»): 2-дечный фрегат, 40 пушек.
- «Das Wappen des Hertzogs Jacobus von Churlandt» («Герб герцога Курляндского Якова»): 2-дечный фрегат, 42 пушки.
- «Das Wappen der Herzogin von Churland» («Герб герцогини Курляндской»): 2-дечный фрегат, 45 пушек. В 1654 сопровождал первый транспорт с колонистами на Тобаго.
- «Fortitudo» («Отвага»): линейный корабль, 60 пушек. Осенью 1658 построен в Вентспилсе. В 1659 там же захвачен шведами и сожжён.
- «Das Wappen und Bildtnus der Hertzoge von Churlandt» («Герб и изображение герцога Курляндского»): линейный корабль, 72 пушки. Осенью 1658 построен в Вентспилсе. 04.1659 там же захвачен шведами, сожжён/угнан (?).